# منطقه اقتصادی اورال
منطقه اقتصادی اورال (روسی: Ура́льский экономи́ческий райо́н) یکی از دوازده منطقه اقتصادی روسیه است.